# Prix Gémeaux de la meilleure interprétation pour une émission d'humour ou de variétés
Le prix Gémeaux de la meilleure interprétation pour une émission d'humour ou de variétés est une récompense télévisuelle remise par l'Académie canadienne du cinéma et de la télévision entre 1987 et 1989.

## Palmarès
- 1987 - Michel Côté, Pauline Martin, Marc Messier, Dominique Michel, Bye Bye
- 1988 - Robert Lepage, La Joute internationale
- 1988 - André G. Ducharme, Chantal Francke, Bruno E. Landry, Guy A. Lepage, Yves P. Pelletier, Grande liquidation des Fêtes
- 1989 - André G. Ducharme, Chantal Francke, Bruno E. Landry, Guy A. Lepage, Yves P. Pelletier, Rock et Belles Oreilles